# Фриман, Ли
Ли Фриман (англ. Lee Freeman; 8 ноября 1949 — 14 февраля 2010) — основатель, вокалист, гитарист и лидер психоделической группы Strawberry Alarm Clock.

## Биография
Ли Фриман родился в Бербанке, штат Калифорния. В 1966 с Эдом Кингом основал группу Thee Sixpence, где он играл на гитаре и пел. Первые песни начал писать на альбоме Wake Up…It’s Tomorrow, на нём же снова стал фронтменом. С другими членами группы снялся в фильме Psych-Out, где играл на ударных. Фриман в составе Strawberry Alarm Clock продержался до 1971-го, был инициатором реюниона группы в семидесятых и восьмидесятых. В 1995 году выпустил свой сингл «Love Story». В 2007—2010 годах активно выступал с группой на концертах. 14 февраля 2010 года музыкант скончался от рака.

## Дискография
Альбомы
- Incense & Peppermints (1967)
- Wake Up…It’s Tomorrow (1968)
- The World In a Seashell (1968)
- Good Morning Starshine (1969)

Синглы
- «Incense and Peppermints» / «The Birdman of Alkatrash» (1967)
- «Tomorrow» / «Birds in My Tree» (1967)
- «Sit With the Guru» / «Pretty Song From Psych-Out» (1968)
- «Barefoot in Baltimore» / «An Angry Young Man» (1968)
- «Sea Shell» / «Paxton’s Back Street Carnival» (1968)
- «Stand By» / «Miss Attraction» (1969)
- «Good Morning Starshine» / «Me and The Township» (1969)
- «Desiree» / «Changes»(1969)
- «Starting Out the Day» / «Small Package» (1969)
- «I Climbed the Mountain» / «Three» (1969)
- «California Day» / «Three» (1970)
- «Girl From the City» / «Three» (1970)
- «Love Story» (1995)